# Woman and Child
Woman and Child (persisch زن و بچه Zan o bacheh; deutsch: „Frau und Kind“) ist ein Spielfilm von Saeed Roustayi aus dem Jahr 2025. Das Sozialdrama handelt von einer alleinerziehenden Mutter, die nach einem Schicksalsschlag um Gerechtigkeit kämpft. Die Hauptrolle übernahm Parinaz Izadyar. Die iranisch-französische Koproduktion wurde im Rahmen der Internationalen Filmfestspiele von Cannes im Mai 2025 uraufgeführt.

## Handlung
Mahnaz ist eine verwitwete, alleinerziehende Mutter und arbeitet als Krankenschwester. Die 40-Jährige ist mit Hamid liiert. Während der Hochzeitsvorbereitungen des Paares wird Mahnaz’ Sohn Aliyar von der Schule verwiesen. Ein tragischer Unfall bringt das Leben der Mutter aus dem Gleichgewicht. Sie beschließt, sich auf die Suche nach Gerechtigkeit und einer Entschädigung zu begeben.

## Hintergrund
Woman and Child ist der vierte Spielfilm des iranischen Filmregisseurs Saeed Roustayi, für den er auch das Drehbuch verfasste. Sein vorangegangener Spielfilm Leilas Brüder (2022) hatte ihm eine Gefängnis- beziehungsweise Bewährungsstrafe im Iran eingebracht, nachdem dieser zuvor ohne Freigabe der iranischen Behörden beim Filmfestival von Cannes uraufgeführt worden war. Bei Woman and Child hielt sich Roustayi diesmal an den behördlich vorgeschriebenen Weg. Auch wurde die für Schauspielerinnen vorgeschriebene Hidschāb-Pflicht eingehalten. Die Erteilung der Produktionslizenz sechs Monate nach Antragsstellung wurde als Aufhebung der vorherigen Gerichtsurteile gegen den Regisseur gedeutet.
Die Hauptrollen übernahmen die iranischen Schauspieler Parinaz Izadyar und Payman Maadi, die bereits zuvor mit Roustayi zusammengearbeitet hatten. Unter anderem hatten beide in Hauptrollen in Teheran Connection (2019) und Life and a Day (2016) vor der Kamera gestanden; für Maadi war es das insgesamt vierte gemeinsame Projekt mit dem Regisseur. Zum Schauspielensemble gehörten Soha Niasti, Hassan Pourshirazi, Fereshteh Sadre Orafaiy, Maziar Seyedi und Sahar Goldoost. Auch Orafaiy und Seyedi hatten zuvor in Filmen von Roustayi mitgewirkt.

## Veröffentlichung
Die Weltpremiere von Woman and Child fand am 22. Mai 2025 bei den 78. Filmfestspielen von Cannes statt. Neben Jafar Panahis ohne behördliche Genehmigung realisierten Film It Was Just an Accident handelt es sich um den zweiten iranischen Beitrag im Hauptwettbewerb des Festivals. Zwar waren bereits 2018 und 2022 jeweils zwei iranischstämmige Regisseure mit ihren Filmen in der wichtigsten Sektion des Festivals vertreten gewesen, diesmal wurden aber beide Werke auch im Iran produziert.
Ein regulärer Kinostart in Frankreich soll durch den Verleih Diaphana Distribution erfolgen. Um die internationalen Verwertungsrechte kümmert sich das Unternehmen Goodfellas.

## Auszeichnungen
Für Mother and Child erhielt Saeed Roustayi nach 2022 seine zweite Einladung in den Wettbewerb um die Goldene Palme des Filmfestivals von Cannes.